# Stern meines Lebens
Stern meines Lebens (Originaltitel: You Light Up My Life) ist ein US-amerikanischer Spielfilm von Joseph Brooks aus dem Jahr 1977 mit Didi Conn in der Hauptrolle. Für den Filmsong You Light Up My Life wurde der Film 1978 mit einem Oscar und im selben Jahr mit dem Golden Globe Award ausgezeichnet.

## Handlung
Laurie Robinson ist seit Kindsbeinen von ihrem Vater trainiert worden in seine Fußstapfen als Komiker zu treten. Sie ist hierfür aber untalentiert und wäre lieber Schauspielerin und Musikerin. Sie ist auch verlobt, wenn auch eher unglücklich. In dieser Situation lässt sie sich auf ein One-Night-Stand mit Chris Nolan ein. In der Folge bricht sie mit ihrem Verlobten ab und auch mit ihrem Vater und versucht als Sängerin erfolgreich zu sein. Schließlich geht sie zu einem Casting, bei dem Chris zufällig der Regisseur ist. Sie überzeugt, indem sie das Lied You Light Up My Life vorträgt, dass gleich ein Hit wird.

## Produktion und Veröffentlichung
Der für Produktion, Drehbuch, Regie und Musik zuständige Brooks war zuvor in der Werbebranche erfolgreich gewesen.
Der Filmsong You Light up my Life wurde nicht von Didi Conn gesungen, es handelte sich um ein Playback. Das Lied war zuvor mit der Studiomusikerin Kasey Cisyk aufgenommen worden. Die Musik wurde demgegenüber mit Debby Boone aufgezeichnet. Diese Version wurde bei den Grammys ausgezeichnet und stürmte die Charts.
Joseph Brooks konnte zunächst keinen Filmverleih für den Film finden. Er mietete daher auf eigene Kosten Kinos in Seattle und Houston an, um zu zeigen, dass der Film Geld einspielen kann.

## Rezeption
Der Filmdienst urteilte:

„Die Handlung des ungemein hölzernen und durchweg langweiligen Films von J. Brooks (Produktion, Regie, Buch, musikalische Leitung) dient nur als Vehikel für die zahlreichen Songs.“

In ihrer Kritik zum Erscheinen des Filmes schrieb Janet Maslin 1977, dass Joseph Brooks viele konventionelle, ja süßliche, Elemente gerade genug vermische, um den Film frisch und interessant zu machen, auf eine erschreckend zeitgenössische Weise. Der Film versuche mehrere Geschichten zugleich zu erzählen, wahrscheinlich zuviele. So verstrickt und ehrgeizig der Film, gegen das eigene Interesse, sei, so gewinne er sehr durch Frau Conns ungewöhnlich unschuldiges und zerbrechliches Spiel.

## Auszeichnungen
- Oscar 1978: Bester Filmsong[5]
- Golden Globe Award 1978 Bester Filmsong[6]